# Misantropie
Misantropie či mizantropie (z řeckých slov μῖσος, misos, nenávist a ἄνθρωπος, anthrōpos, člověk) je všeobecná nenávist či odpor vůči lidstvu nebo lidské povaze – je opakem filantropie. Misantropie bývá výsledkem zmařených očekávání, nepřiměřeného či naivního optimismu a ztráty víry v lidi, nemusí se nutně spojovat s nehumánním postojem vůči lidem. Misantropové nesnášejí lidi a straní se jich, často jsou mylně označováni za asociální.
Immanuel Kant napsal, že je důležité rozlišovat mezi filozofickým pesimismem a misantropií: „Nenávist k lidstvu má dvě formy, averzi vůči lidem (antropofobii) a nepřátelství vůči lidem. Stav nenávisti může vzniknout zčásti z nechuti a zčásti ze závisti.“[zdroj⁠?!]
Za misantropické postoje bývají kritizováni i někteří environmentální filozofové. „Chování lidstva v časech populační exploze se značně liší od dob, kdy byl člověk ještě jen řídce rozšířeným a vznešeným druhem. Jak může být někdo takový šílený a myslet si, že bez ohledu na to, kolik nás je, má lidský život stále stejnou cenu?“ (Pentti Linkola).[zdroj⁠?!]